# Henry Jones (filosofo)
Sir Henry Jones (Llangernyw, 30 novembre 1852 – Tighnabruaich, 4 febbraio 1922) è stato un filosofo gallese.

## Biografia
Jones abbandonò la scuola all'età di dodici anni per incominciare a lavorare come aiutante del padre calzolaio, riuscendo però a proseguire gli studi privatamente, la sera.
Il suo impegno fu premiato dato che, dopo qualche anno, ottenne una borsa di studio per ritornare a frequentare la scuola.
Una volta terminata l'università divenne professore di Filosofia morale presso l'Università di Glasgow, dal 1894 al 1922.
Nel 1912 fu nominato cavaliere per il suo attivismo rivolto a migliorare il sistema di istruzione in Galles.
Esponente dell'ultima stagione dell'idealismo britannico, dal punto di vista filosofico appartenne alla corrente dell'idealismo critico.

## Opere
- Browning as a Philosophical and Religious Teacher (1891)
- A Critical Account of the Philosophy of Lotze (1895)
- A Faith that Enquires (1922)